# Kendō-Europameisterschaft 1974
Die erste  Kendō-Europameisterschaft 1974 wurde von der Europäischen Kendō-Föderation am 17. April veranstaltet. Es wurden Männer Einzel- und Fünfer-Teamkämpfe ausgetragen.

## Organisation
Austragungsort war das neue Bletchley Leisure Centre (Sportzentrum) in Milton Keynes, wo auch die 3. Kendo-Weltmeisterschaft 1976 ausgetragen wurde. Die Veranstaltung wurde durch den Bürgermeister eröffnet. Sechs hohe Danträger (7. und 8. Dan) des Alljapanischen Kendōverbandes reisten als Kampfrichter an.

## Verlauf
Neun Länder nahmen an der Meisterschaft teil. Darunter das Vereinigte Königreich, Belgien, Frankreich und Schweden. Die Teilnehmer der 1964 gegründeten British Kendo Association konnten sich knapp mit vier Unentschieden (Hikiwake) und einem Sieg mit einem Punkt gegen die Mannschaft aus Belgien durchsetzen. Vic Harris (vom Token und Nenriki-Dojo) war der Mannschaftskapitän (Taisho). John Howells (Neni'iki-Dojo) kämpfte im Nitō-Stil.
David Todd (Blyth-Dojo) setzte sich im Einzelwettkampf im Finale gegen Jean-Claude Tuvi aus Frankreich durch.

## Ergebnisse
| Event             | Gold                             | Silber                      | Bronze                                   |
| ----------------- | -------------------------------- | --------------------------- | ---------------------------------------- |
| Männer Einzel     | Dave Todd Vereinigtes Königreich | Jean-Claude Tuvi Frankreich | Jean-Pierre Niay Frankreich Maki Schweiz |
| Männer Mannschaft | Vereinigtes Königreich           | Belgien                     | Frankreich Schweden                      |